# Битва за Холм
Битва за Холм, известная также как Холмский котёл — сражение, происходившее во время Великой Отечественной войны на советско-германском фронте на участке фронта группы армий «Север». Битва является частью Торопецко-Холмской операции. Сражение за оккупированный немцами транспортный узел — город Холм началось 18 января 1942 года с атаки партизан. Через несколько дней Красная Армия взяла в кольцо город со всем его гарнизоном. В течение всей зимы и большей части весны немецкие части в городе Холм находились в кольце окружения.

## Предыстория
Город Холм был оккупирован немецкими войсками осенью 1941 года. Из-за большой активности партизан в городе были размещены части 281-й охранной дивизии. 15 января 1942 года силам Северо-Западного фронта Красной армии удалось прорвать позиции немцев у озера Селигер, после чего город Холм стал важным железнодорожным узлом для обеих сторон. Советская 3-я ударная армия должна была занять Холм, чтобы открылась возможность выхода в тыл 16-й армии немцев. В тот момент в самом городе немецкие войска располагали одной ротой охранной дивизии (штаб находился в Локне). Командование немцев осознало, какую опасность для них представляет освобождение города Холм силами Красной армии, поэтому гарнизон города был укреплён частями 416-го пехотного полка и 65-го полицейского батальона, отступавшими с Востока.

## Ход операции

### Атака партизан
Ночью с 17 на 18 января партизаны Васильева с трёх направлений атаковали Холм. Основная атака произошла в 4 часа утра, в ней участвовало около 400 партизан. Ценой больших потерь и потери всех автомобилей немцам удалось отразить атаку противника, так как в ходе длительного городского боя партизаны израсходовали весь боезапас и вынуждены были отойти. Некоторые партизаны остались в городе в качестве снайперов.
Численность немцев, на тот момент, составляла 500 солдат, пулемёты, пушки и 19 миномётов. Холм представлял собой достаточно удобный оборонительный узел с дотами, колючим ограждением в несколько рядов и минными полями, из него можно было просматривать все окрестности, а строения служили отличным укрытием.

### Окружение города
20 января 33-я стрелковая дивизия Макарьева, располагавшая тремя полками, начала второй штурм города. Однако он не дал ощутимых результатов. Тогда Макарьев решил окружить город, но кольцо оказалось не плотным. Благодаря этому в город смогли проникнуть две роты 218-й дивизии немцев. Но 28 января Красная Армия окончательно сомкнула кольцо вокруг города.

### Первый штурм города 13 февраля
Советская сторона постоянно предпринимала атаки на город, но основные силы Красной Армии, в тот момент, были сосредоточены в Демянском котле, поэтому генерал Макарьев мог рассчитывать только на свои силы. Советские атаки доставляли неприятности немецкому гарнизону. Часто дело доходило до рукопашной, так как снег и метели позволяли советским бойцам подбираться вплотную к вражеским позициям. Максим Алексеевич Пуркаев, командующий 3-й ударной армией, понимал, что силы Макарьева к тому моменту понесли большие потери и поэтому усилил кольцо окружения 391-й стрелковой дивизией, 146-м танковым батальоном (13 танков) и артполком, в составе которого имелись реактивные минометы.
Немецкое командование предприняло попытку прорвать кольцо окружения, однако она провалилась. Тогда в качестве поддержки к периметру котла было переброшено большое количество артиллерии, благодаря чему гарнизон имел возможность вызывать артиллерийскую поддержку.
13 февраля Красная армия начала штурм города силами двух стрелковых полков с востока и юго-запада. На юго-западном направлении немецким войскам удалось отразить наступление советских войск. На востоке части Красной Армии потеснили 386-й пехотный полк немцев.
Следующий штурм последовал 24 февраля. Одновременно с наступлением советская артиллерия уничтожила немецкие батареи поддержки. Советским войскам удалось прорваться в центр города и вплотную подойти к основному оборонительному узлу немцев.
Советская 3-я ударная армия продолжила атаки на неприятеля. Стрелковый батальон, при поддержке танков КВ-1, занял северную часть города и вклинился в оборону немцев.

### Второй штурм — апрель
С начала до середины апреля Красная Армия возобновила атаки, чтобы воспользоваться преимуществами, обусловленными переменой погоды — начался ледоход, и фактически немецкие войска были разделены на четыре части. При массированной поддержке артиллерии и танков советским войскам удалось занять северную и северо-восточную части города, но дальше продвинуться не получилось.

### Снятия осады Холма — деблокирование группой Ланга
Вечером 3 мая вблизи деревни Куземкино в 2-х километрах от Холма появились первые автомобили «боевой группы Ланга». Однако, несмотря на дальнейшие тяжёлые бои, связь с ней не удалось установить и к 4-му мая. «Группа Ланга» по-прежнему встречала «упорное сопротивление противника» и очень медленно продвигалась вперёд. Лишь утром 5 мая 1942 года в 6.20 ударная группа при поддержке штурмовой артиллерии под командованием лейтенанта барона фон Хохенхаузера достигла Холма. К 16.10 был проложен кабель телефонной связи, а в 16.25 в Холм вошёл полноценный батальон из «группы Ланга». Хотя сразу после деблокады котла, в Холм незамедлительно прибыли для инспекции командир XXXIX танкового корпуса, генерал танковых войск Ганс-Юрген фон Арним и главнокомандующий 16-й армией генерал-полковник Эрнст Буш, бои за город продолжались. Только 18 мая советские войска отступили с южной окраины, а северная часть была занята немцами вновь 8 июня 1942 года. Город Холм оставался под немецкой оккупацией до тех пор, пока не был сдан без боя 21 февраля 1944 года.